# Oruscato
Oruscato är en ort i Mexiko.   Den ligger i kommunen Los Reyes och delstaten Michoacán de Ocampo, i den södra delen av landet, 300 km väster om huvudstaden Mexico City. Oruscato ligger 1 747 meter över havet och antalet invånare är 222.
Terrängen runt Oruscato är lite bergig. Runt Oruscato är det ganska tätbefolkat, med 192 invånare per kvadratkilometer. Närmaste större samhälle är Peribán de Ramos, 10,6 km söder om Oruscato. I omgivningarna runt Oruscato växer i huvudsak blandskog.